# Universitat Popular de Caen
La Universitat Popular de Caen és una institució educativa i cultural que ofereix conferències gratuïtes obertes a tothom. Va ser creada el juny de 2002 pel filòsof Michel Onfray. Les conferències tenen lloc a diversos indrets de Caen: Centre Dramatique National de Normandie, teatre de Hérouville-Saint-Clair, Museu de Belles Arts de Caen, Panta Théâtre, Café Mancel i Espace Puzzle. S'emeten regularment a l'estiu per France Culture.
Després que Jean-Marie Le Pen arribés a la segona volta de les eleccions presidencials franceses de 2002, Onfray decidí crear una universitat popular per a respondre al que descrigué com la «necessitat d'educació col·lectiva», formació que vol llibertària i gratuïta, a la seva regió d'origen, on organitzava cada any un seminari de filosofia hedonista que constituïa el cos del seu projecte de Contrahistòria de la filosofia.
El projecte d'Onfray es basa en el desig de democratitzar la cultura proporcionant coneixement gratuït a tantes persons com sigui possible. La cultura entesa hi és com un suport per a la construcció d'un mateix i no com un marcador social. El projecte parteix de la idea que el desig de conèixer és considerable i l'oferta oscil·la entre l'elitisme de la institució universitària i la improvisació dels cafès filosòfics, una reprodueix el sistema social, l'altre sovint redueix la pràctica filosòfica a mera conversa. El projecte es basa tant en el desig de canviar les condicions de vida com en l'interès per a comprendre el món en què vivim i les forces a la nostra disposició per transformar-lo.